# Frank Parker
Frank Andrew Parker (* 31. Januar 1916 in Milwaukee, Wisconsin; † 24. Juli 1997 in San Diego, Kalifornien) war ein US-amerikanischer Tennisspieler.

## Biographie
Der Grundlinienspieler war auf allen Belägen zuhause und gewann sowohl auf Gras in Forest Hills als auch auf Sand im Stadion Roland Garros.
In den Jahren 1944 und 1945 gewann er die amerikanischen Meisterschaften und 1948 und 1949 die französischen Meisterschaften im Herreneinzel.
Er siegte weiterhin 1949 in Wimbledon im Doppel, 1949 im Doppel in Paris und 1943 im Doppel in Forest Hills.
Außerdem gewann er 1937, 1939, 1946 und 1948 mit der amerikanischen Mannschaft den Davis Cup. 1966 erfolgte die Aufnahme in die International Tennis Hall of Fame.